# Gene Sarazen
Gene Sarazen, nacido como Eugenio Saraceni (Harrison, Nueva York, 27 de febrero de 1902 - Naples, Florida, 31 de mayo de 1999), fue un legendario golfista profesional estadounidense, uno de los pocos que logró ganar los cuatro Torneos majors en el curso de su carrera. 
Su palmarés incluye dos victorias del US Open (1922 y 1932), tres Campeonatos de la PGA (1922, 1923 y 1933), un Abierto Británico (1932) y un Masters de Augusta (1935), entre un total de 39 torneos en el PGA Tour. Durante el Masters de 1935 dio "el golpe que se oyó en todo el mundo", en el hoyo 15 de la ronda final, cuando Sarazen logró embocar el segundo golpe con un hierro 4 a unos 200 m de distancia. Gracias a este albatros venció a Craig Wood en el desempate.
Sarazen diseñó en 1930 el moderno sand wedge, al que entonces se llamaba sand iron.
Tras finalizar su carrera como profesional y hasta el año 1999, poco antes de fallecer, era el encargado de dar el golpe de salida en el masters del Augusta National Golf Club junto con Sam Snead y Byron Nelson. 
- Datos: Q723707
- Multimedia: Gene Sarazen / Q723707